# Wushenia nana
Wushenia nana är en stekelart som beskrevs av Herbert Zettel 1990. Wushenia nana ingår i släktet Wushenia och familjen bracksteklar. Inga underarter finns listade i Catalogue of Life.